# آب‌انبار غسالخانه کوریجان
آب‌انبار غسالخانه کوریجان مربوط به دوره قاجار است و در لار، محله کوریجان، ضلع شرقی مدرس جنوبی واقع شده و این اثر در تاریخ ۱۹ مرداد ۱۳۸۴ با شمارهٔ ثبت ۱۲۷۴۴ به‌عنوان یکی از آثار ملی ایران به ثبت رسیده است.